# 呉式太極拳
呉式太極拳（ごしきたいきょくけん）は呉鑑泉によって創始された太極拳の一流派である。同氏が1932年上海にて「上海鑑泉太極拳社」を設立し、2016年現在では上海、香港、マレイシア、シンガポール、フィリピン、カナダ、オランダ、ドイツに拠点があり、世界的に影響のある太極拳五大流派の一つである。「呉家太極拳」（家元を強調した呼び方）または「呉氏太極拳」とも呼ばれている。

## 創始者
楊露禅（よう ろぜん、1799年 - 1872年）より学んだ全佑と、その子・呉鑑泉によって創始された。
全佑（ぜんゆう、1834年 - 1902年）は満州人であり、万春・凌山と共に楊露禅の元で日々練習して技量を上げ、万春は剛、凌山は発勁、そして全佑は柔化が得意であるといわれていた。楊露禅自身の指示で子である楊班侯の門下になっているが、実際に教えていたのは楊露禅であった。
呉鑑泉（ご かんせん、1870年 - 1942年）は全佑の子で、楊式太極拳の許禹生（1879年 - 1945年）が1912年に北京で体育研究社を立ち上げた際に楊澄甫（1883年 - 1936年）と共に太極拳を教えはじめた。その折、袁世凱の側近であり、宋遠橋の子孫で宋書銘と名乗る人物と出会った。彼の太極拳は開合、および呼吸との調和を重視したものであり、彼と手を交わすと皆、自らの身体をコントロールできなくなってしまうほどの腕前であったことから、呉鑑泉は、許禹生や、北京体育研究社の教員であった紀子修、劉恩綬、劉彩臣、姜殿臣等と共に、多くを彼から学んだ。宋書銘は、教授内容を外に漏らすことを禁じたので、呉鑑泉は、父全佑の伝であった楊家太極拳に、宋書銘の太極拳を密かに融合し、跳躍を取り除いて柔和で連綿不断な呉式太極拳を独立した流派として確立させた。

## 特色
呉式太極拳の套路はそれぞれの式（＝動作）が重なりあった繋がりによる連続性と、自然な軟らかさと落ち着きが要求される。独特な風格としては軽さと機敏さ、そして円滑さがすべての式で貫き通されることで知られている。
推手では立身中正でリラックスした姿勢が要求され、隙のない手法や手付きの多様化、細かさと軟らかさの兼ね合いや落ち着きの元でむやみに動かないことも求められる。活歩推手や大捋（だいり）は機動性と機敏性に満ち、十三勢の粘勁を使ったり、相手の勁を躱したりする時に最適である。
兰采花（らんさいか）は太極拳による散打であり、高難度の拳法である。その動きは激流のように例えられ、文書では語り尽くせないものである。
そして、多くの伝統武器項目が残されており、太極剣、太極対剣、太極刀、太極十三槍（大槍）、太極二十四槍、太極扎四槍、粘杆などがある。 

## 内容
拳套
- 基本拳89式(108式)（慢架、入門者向け。編纂者によって2通りの呼び名が存在する）[4]
- 精簡30式（慢架、入門者向け、基本拳の重複部分を多く削った要約版）[5]
- 快架94式（快架、中級者向け、快架＝速い動きであるが全体の流れは基本拳とほぼ同じ）[6]
  - 注意：近代に作られた「呉式太極拳競技用規定套路（45式）」は制定拳である[7]ので本来の伝統拳には含まない→制定拳

刀
- 九十九式[8]

剣
- 一路剣（乾坤剣89式）[9]
- 二路剣（七星剣54式）[10]
- 三路剣
- 双剣
- 対剣

槍
- 十三槍（大槍）[11]
- 二十四槍[12]
- 太極扎四槍
- 太極救命三槍

内功／気功
- 八門五歩
- その他、各種気功法

推手
- 定歩推手
  - 単推手（五式、片腕のみを接触させて行う）
    - 按手　…塔手から交互に掌を相手側に向けて推し、受け側が捌くことを繰り返す動作[13]
    - 黏手　…塔手から交互に掌を上にした突きを行い、受け側が捌くことを繰り返す動作[14]
    - 削手　…頭上にて掌背を交互に相手側に向けて推し、受け側が捌くことを繰り返す動作[15]
    - 裏黏肘　…対向した互いの前腕（右腕と左腕）の外側中央付近を接しつつ行う動作、後述する十三式の片腕版[16]
    - 外黏肘　…対向した互いの前腕（右腕と左腕）にて掌を外側から回り込ませて相手の前腕の内側に掛ける動作、後述する十三式の片腕版[17]

  - 双塔手
    - 四正推手（四正形、入門四手）[18]
    - 十三式
      - 上盤—纏頭式(長手扱い)[19]　…腕を頭上に逃す動作1[20]
      - 上盤—裹頭式(四正扱い)　…腕を頭上に逃す動作2[21]
      - 中盤—中平肘(短手扱い)　…突きに対する動作1[22]
      - 中盤—立肘(短手扱い)　…突きに対する動作2[23]
      - 下盤—十字手(短手扱い)　…突きに対する動作3[24]
      - 下盤—摟膝式(長手扱い)　…手首を掴まれた際の動作[25]
      - 短手—裏黏肘　…対向した互いの前腕（右腕と左腕）の外側中央付近を接しつつ行う動作[26]
      - 短手—外黏肘　…掌を相手の前腕の内側に掛ける動作[27]
      - 短手—倒提壺　…肘打ちに対する動作[28]
      - 長手—小纏腕　…前腕同士を絡ませる動作[29]
      - 長手—大纏腕　…腕を抱える動作[30]
      - 長手—穿手靠　…野馬分鬃の要素を含む動作[31]
      - 長手—通天手　…腕を真上に逃す動作[32]
- 活歩推手（様々なステップを行いながら推手手法を行う）
  - 閃展歩　…相手の側面に回ろうとする動作、動作後の二人の位置関係は90度回転[33]
  - 大翻身　…相手と交差して背面に回ろうとする動作、動作後の二人の位置関係は180度回転[34]
  - 七星歩　…斜め方向に3歩移動してから真横に2歩移動する動作、2セットで平行四辺形を描く[35]
  - 九宮歩　…相手の足を踏もうとする攻防を含む動作、動作後の二人の位置関係は変わらない[36]
  - 連環歩　…斜めに3歩に前進して直角に回りこんで3歩下がる動作、4セット行うと正方形を描いて最初に位置に戻ってくる[37]
  - 大捋　…2歩で大きく引き込む動作とそれを3歩で回りこむ動作、動作後の二人の位置関係は180度回転[38]
  - 攔採花

## 日本語版書籍・DVD情報
- 太極拳で強くなれる！最強呉式太極拳の戦闘理論（DVD付き書籍）
- 呉式太極拳 最強推手要訣（DVD）
- 沈 剛、日高 崇『【呉公藻・馬岳梁版】太極拳講義』文学通信、2021年。ISBN 978-4-909658-60-9。

## 他言語での記事
- 中国語
- 英語